# Chata pod Kľačianskou Magurou
Chata pod Kľačianskou Magurou – słowackie całoroczne schronisko turystyczne, położone w Małej Fatrze (Mała Fatra Krywańska). Obiekt znajduje się na wys. 1140 m n.p.m., na południe od szczytu Kľačianska Magura (1372 m n.p.m.), w granicach administracyjnych wsi Turčianske Kľačany.

## Warunki pobytu
Schronisko oferuje 30 miejsc noclegowych w ośmiu pokojach 2, 3, 4 i 10 osobowych; dodatkowe 7 miejsc jest przeznaczonych dla turystów z własnymi śpiworami. Na miejscu znajduje się restauracja. Obiekt nie przyjmuje zwierząt.

## Szlaki turystyczne
- Turčianske Kľačany - Chata pod Kľačianskou Magurou - Sedlo pod Suchým (1303 m n.p.m.) - Suchý (1468 m n.p.m.)
- Lipovec - Panošina (1022 m n.p.m.) - Chata pod Kľačianskou Magurou